# Sally, la bruja
Sally, la bruja (魔法使いサリー Mahōtsukai Sarī?) también conocida como Sally, la maga o La princesa Sally es una franquicia de mahō shōjo. Este anime podría ser uno de los primeros producidos por Toei Animation.  Cuando comenzó su emisión, los episodios eran en blanco y negro pero después comenzaron a producir episodios en color.
El primer manga fue dibujado por Mitsuteru Yokoyama en 1966. El creador se basó en la serie estadounidense Bewitched (conocida en Japón como "Oku-sama wa Majo"). El anime fue producido y emitido desde 1966 hasta 1968 en Japón por Toei Animation (el primero). Sin embargo, solo llegó a Italia (Sally la maga), a España (Sally la maga), a Hispanoamérica (La Princesa Sally) y a Quebec, Canadá como (Minifée). El segundo, Mahoutsukai Sally, también fue creado por Toei, con 88 episodios en la TV Asahi. Este anime llegó a Francia (Sally la petite sorcière), Estados Unidos (Sally the witch), Italia (Un regno magico per Sally), España (Sally la bruja) y otros países de habla hispana (español) (Sally la brujita).
La idea de "una niña que es bruja" obtuvo mucha popularidad entre niñas que tenían la edad de Sally. Ella pudo ser atribuida a este anime con la palabra "mahō" (bruja).

## Historia
Sally es la princesa del "mundo de las brujas" llamado Astoria. La joven desea visitar el mundo de los mortales, probablemente para hacer amigos de su edad. Un día, Sally se teletransporta a "Mid World" (la Tierra), donde usa su magia para acabar con unas ladronas, dos jóvenes escolares. Inmediatamente se hace amiga de Yoshiko Hanamura (al que cariñosamente llama "Yotchan") y de Sumire Kasugano; Sally decide quedarse en la Tierra por un tiempo indefinido, abordando varios tipos de shōjo de la mejor animación tradicional japonesa. Al igual que Samantha en "Bewitched", Sally intenta ocultar sus poderes mágicos, asumiendo el papel de niña.

### El último episodio
En el último episodio, la abuela de Sally le informa que ha de volver al reino mágico. Pero antes, Sally les cuenta a sus amigos su verdadero origen aunque ninguno le cree. Entonces su escuela se ve envuelta en llamas, y Sally usa sus poderes mágicos para apagar el fuego. Sus poderes son expuestos, y la hora de la partida de Sally se aproxima. Se despide de sus amigos, y regresa al Reino Mágico. La segunda serie termina con una película especial "Sally la maga: El amor de mamá es eterno", en la cual Sally se convierte en la reina del Mundo de las Brujas, sin embargo se preocupa por el destino de sus amigos. Como muchos animes de la época, el punto fuerte de Mahōtsukai Sally se halla en la fuerte caracterización y su continuidad detallada. La línea argumental básica fue incorporada mucho más tarde en las series de Mahō Shōjo, especialmente el concepto de una princesa mágica se traslada al mundo humano (como en Mahō Tsukai Chappy, 1972, y Majokko Megu-chan, en 1974).

## Personajes
- Sally Yumeno (夢野サリー Yumeno Sarī?) – La protagonista de la serie. Sally es la hija de Daimao, y por lo tanto la princesa del mundo de las brujas. Yumeno significa "en un sueño" en japonés.
- Yoshiko Hanamura (花村よし子 Hanamura Yoshiko?) – una de las mejores amigas de Sally en el reino mortal. Yoshiko es una niña poco femenina, probablemente sea el primer personaje de anime de estas características en aparecer en un Magical Shojo. Sally normalmente la llama "Yotchan".
- Sumire Kasugano (春日野すみれ Kasugano Sumire?) – otra de los amigas humanas de Sally. Sumire es la típica "chica femenina" tan común en la animación japonesa de hoy en día.
- Kabu (カブ?) - El magical de Sally, asistente de transformación. Asume la forma de un chico de 5 años, Kabu, que es a menudo confundido con el hermano menor de Sally.
- Los trillizos Hanamura: Tonkichi (花村トン吉 Hanamura Tonkichi?), Chinpei (花村チン平 Hanamura Chinpei?), y Kanta (花村カン太 Hanamura Kanta?) – Hermanos de Yoshiko, típicos e incorregibles niños japoneses ideales para meterse en problemas.
- Poron (ポロン?) – Una pequeña bruja que aparece en la última parte de la serie. Es egoísta y realmente adorable.
- Daimaō (大魔王 Witch-king?) – El padre de Sally, el gobernador del mundo de las brujas.